# Gergina Skerlatova
Gergina Skerlatova, född den 25 mars 1954, är en bulgarisk före detta basketspelare som var med och tog OS-brons 1976 i Montréal. Detta var första gången damerna deltog vid de olympiska baskettävlingarna. 